# Chloropteryx nordicaria
Chloropteryx nordicaria är en fjärilsart som beskrevs av William Schaus 1901. Chloropteryx nordicaria ingår i släktet Chloropteryx och familjen mätare. Inga underarter finns listade i Catalogue of Life.